# Холм одного дерева (сезон 1)
«Холм одного дерева» (англ. One Tree Hill) — американский телесериал, молодёжная драма. Премьера состоялась 23 сентября 2003 года на телеканале The WB.
Первый сезон сериала был показан на канале НТВ.

## Сюжет
Помимо любви к баскетболу, кажется, что у Лукаса и Нейтана, двух молодых людей, нет ничего общего. За исключением темной тайны, заключающейся в том, что у них один отец. 18 лет назад, подающий надежды баскетболист Дэн Скотт получил стипендию в университете, бросил свою беременную девушку Карен и укатил учиться. С баскетбольной карьерой не сложилось, зато сложилось с личной жизнью — Дэн женился на однокурснице Дэб, которая родила ему ещё одного сына.
Высокомерный и самоуверенный Нейтан — звезда баскетбольной команды средней школы городка Tree Hill. Он принадлежит к самой богатой семье в городе. Тихий и задумчивый Лукас — одиночка, единственная опора своей матери Карен. Лукас всегда держался на расстоянии от Нейтана. Но их жизни сталкиваются, когда Лукас попадает в команду Нейтана.
Слухи, которые сопровождали Лукаса с детства, теперь становятся больше, чем шёпотами за его спиной, поскольку единокровные братья конкурируют не только на спортивной площадке, но и борются за свою любовь: Лукас влюбляется в Пэйтон — девушку Нейтана, а сам Нейтан — в лучшую подругу Лукаса, Хейли. Ситуация осложняется тем, что лучшая подруга Пейтон, красавица Брук, влюбляется в Лукаса.
А Дэн ещё больше подогревает их вражду с помощью баскетбола. Лукас — далёкий, и просто ненужный ему человек — талантливый спортсмен, за чьими успехами все эти годы наблюдал брат Дена, Кит, влюблённый в Карен. Нейтан, проживает жизнь своего отца, мечтающего, чтобы тот добился огромных успехов в спорте. Так выходит на поверхность глубокий и ожесточенный конфликт, который назревал годами. Он преследует их дома и в школе, они изо всех сил пытаются понять, кем они являются на самом деле. И возможно, что общего между ними может быть больше, чем они себе представляли.

## В ролях
- Чад Майкл Мюррей в роли Лукаса Скотта
- Джеймс Лафферти в роли Нейтана Скотта
- Бетани Джой Галеоти в роли Хэйли Джеймс Скотт
- Хилари Бёртон в роли Пэйтон Сойер
- София Буш в роли Брук Дэвис
- Пол Йоханссон в роли Дэна Скотта
- Крейг Шеффер в роли Кита Скотта
- Мойра Келли в роли Карен Ро
- Барбара Элин Вудс в роли Дэб Скотт
- Барри Корбин в роли Тренера Даррэма Уайти

## Приглашённые звёзды
- Ли Норрис в роли Марвина «Мауса» МакФаддена
- Энтвон Таннер в роли Энтвона «Скилза» Тейлора
- Бэвин Принс - Бэвин Мирски
- Брайан Гринберг - Джейк Джигельски
- Эммануэлль Вожье - Ники
- Томас Йен Гриффин - Ларри Сойер
- Сара Томас - Тереза
- Брэтт Клэйвэлл - Тим Смит
- Каллен Мосс - Джанк Моретти
- Вон Уилсон - Фергюсон Ферги Томпсон
- Колин Фикс - Джимми Эдвардс
- Эми Пэриш - Шари Смит
- Шон Шепард - Директор Тёрнер

## Эпизоды
| № общий | № в сезоне | Название                                                                         | Режиссёр             | Автор сценария                 | Дата премьеры    | Произв. код | Зрители в США (млн) |
| --- | ---------- | -------------------------------------------------------------------------------- | -------------------- | ------------------------------ | ---------------- | ----------- | ------------------- |
| 1 | 1          | «Пилот» «Pilot»                                                                  | Брайан Гордон        | Марк Шван                      | 23 сентября 2003 | 475360      | 2.48                |
| С первого взгляда, можно подумать, что кроме любви к баскетболу между двумя юношами, Лукасом и Нэйтаном, нет ничего общего. Но это не так, ведь у них есть секрет – общий отец. Нэйтан – звезда школьной баскетбольной команды, местный герой. Лукас – одиночка, единственный сын работающей матери. В отличие от Нэйтана, Лукас играет в баскетбол в парке с друзьями. И вот судьба распоряжается так, что, благодаря Лукасу оказывается в команде Нэйтана. Теперь братья борются не только за титул героя, но и за любовь Пейтон – подружки Нэйтана.                                      |            |                                                                                  |                      |                                |                  |             |                     |
| 2 | 2          | «Места, пугающие больше всего» «The Places You Have Come to Fear the Most»       | Брайан Гордон        | Марк Шван                      | 30 сентября 2003 | 177501      | 3.30                |
| Лукас не очень хорошо показывает себя на первой игре, и поэтому он решает уйти из команды. Отношения между Пейтон и Нэйтаном продолжают рушиться – девушке не нравится то, как он обходится с Лукасом. Тем временем, Кит и Карен ссорятся, когда женщина отказывается появляться на игре, чтобы поддержать сына. |            |                                                                                  |                      |                                |                  |             |                     |
| 3 | 3          | «Ты настоящий?» «Are You True?»                                                  | Майкл Гроссман       | Дженнифер Сесил                | 7 октября 2003   | 177502      | 3.54                |
| Нэйтану не нравится растущая популярность Лукаса, и он пытается найти слабые места юноши. После удачно проведенного матча, тренер Уайти поставил Лукаса на место центрового, а Нэйтан играет в защите. Это никак не входило в планы ни Нэйтана, ни его отца Дена. «Так что, легкой жизни в команде для Люка не будет» - решают они. Тем временем, Пейтон злится на Лукаса за то, что он, без её ведома, предложил местной газете её рисунки. Нэйтан решает влиять на Лукаса через Хейли. |            |                                                                                  |                      |                                |                  |             |                     |
| 4 | 4          | «Без ума от тебя» «Crash Into You»                                               | Дэвид Карсон         | Марк Перри                     | 14 октября 2003  | 177503      | 3.78                |
| Хейли предлагает Лукасу вместе пойти к Нэйтану на вечеринку после игры, надеясь сблизить братьев. Нэйтан и его друзья продолжают издеваться над Лукасом, и они переходят грани дозволенного. Лукас, увидев достаток, в котором живёт его сводный брат, срывается и ссорится со своей матерью, не понимая, почему она позволяет Дену так с собой обращаться. Когда же мать Нэйтана возвращается домой и находит там разъярённого сына, она обращается к Карен за советом. |            |                                                                                  |                      |                                |                  |             |                     |
| 5 | 5          | «Всё, о чём ты не можешь забыть» «All That You Can't Leave Behind»               | Дуан Кларк           | Энн Льюис Хэмилтон & Марк Шван | 21 октября 2003  | 177504      | 3.53                |
| Лукас просит Кита пойти с ним на ежегодные соревнования «Отец и сын». Когда юноша видит, как Ден унижает Нэйтана во время игры, он понимает, его «отец» – гораздо лучше, нежели Ден. Пейтон переживает тяжёлые времена, когда приходит годовщина смерти её матери, и девушка неожиданно находит поддержку со стороны Уайти. |            |                                                                                  |                      |                                |                  |             |                     |
| 6 | 6          | «Каждая ночь - новая история» «Every Night is Another Story»                     | Джейсон Мур          | Майк Келли                     | 28 октября 2003  | 177505      | 3.40                |
| Когда тренер Уайти высаживает из автобуса Лукаса и Нэйтана из-за их ссоры, ребятам не только приходится пройти 30 миль пешком, но и спасаться от преследующей их банды с оружием. Пострадавшая во время игры Брук просит Пейтон отвести её домой, но в результате несчастливого стечения обстоятельств, Пейтон приходится просить Хейли о помощи. Тем временем, Карен и Кит испытывают противоречивые чувства, когда им приходится провести время в компании Дена и Деб. |            |                                                                                  |                      |                                |                  |             |                     |
| 7 | 7          | «Жизнь в стеклянном доме» «Life in a Glass House»                                | Роберт Данкан Макнил | Майк Келли                     | 4 ноября 2003    | 177506      | 3.62                |
| Во время ежегодного приёма в доме Дена и Деб каждый из присутствующих переживает серьёзные перемены в своей жизни: у Карен появляется новый друг, Кит вновь встречает своего младшего брата, а Лукас решает признаться во всём Пейтон. Хейли и Нэйтан сближаются, но вскоре происходит один неприятный инцидент. |            |                                                                                  |                      |                                |                  |             |                     |
| 8 | 8          | «В поисках чего-то большего» «The Search for Something More»                     | Джон Т. Кречмер      | Дженнифер Сесил                | 11 ноября 2003   | 177507      | 3.64                |
| В поисках развлечений Брук и Пейтон проникают на студенческую вечеринку, но веселье заканчивается, когда Гейб - один из студентов накачивает Пейтон наркотиками. Когда Брук просит Лукаса о помощи, он вынужден взглянуть на девушку в другом свете. Тем временем, Хейли даёт Нэйтану второй шанс, и молодые люди отправляются на свидание, но Ден против их отношений. |            |                                                                                  |                      |                                |                  |             |                     |
| 9 | 9          | «С распростёртыми объятиями» «With Arms Outstretched»                            | Грегори Прэндж       | Марк Шван                      | 18 ноября 2003   | 177508      | 3.75                |
| После ссоры с отцом и Хейли, Нэйтан ломается под его давлением и принимает стероиды для того, чтобы лучше выступить в предстоящей игре. Но, к сожалению, это решение стало первым шагом к разрушению его семьи... Кит не понимает причины разительных перемен, произошедших с его племянником. Тем временем, Пейтон приходит к Лукасу, чтобы раз и навсегда разобраться в их отношениях, но когда девушка приезжает к нему домой, то застаёт его с Брук. |            |                                                                                  |                      |                                |                  |             |                     |
| 10 | 10         | «Ты должен побывать там, чтобы вернуться» «You Gotta Go There to Come Back»      | Кит Сэмплз           | Майк Келли                     | 20 января 2004   | 177509      | 4.35                |
| Деб и Хейли решают устроить в кафе вечер караоке. После того, как Уайти отменяет тренировки, Брук уговаривает Лукаса воспользоваться таким шансом и отправляется с ним на прогулку, чтобы провести безумную ночь. Тем временем, Деб просит Дена провести день с Нэйтаном для того, чтобы наладить их отношения. Но всё сложилось иначе – Нэйтан сбежал от отца в город к Хейли. |            |                                                                                  |                      |                                |                  |             |                     |
| 11 | 11         | «Годы нашей жизни» «The Living Years»                                            | Томас Дж. Райт       | Марк Перри                     | 27 января 2004   | 177510      | 3.81                |
| Тренер Уайти возобновил тренировки, а Нэйтан не в силах перенести давление, оказываемое со стороны Дена, решает уйти из команды и обращается за помощью к Хейли, чтобы та помогла ему занять освободившееся время. Тем временем, Брук начинает ревновать Лукаса к Пейтон. |            |                                                                                  |                      |                                |                  |             |                     |
| 12 | 12         | «Слова, которых надо избегать» «Crash Course in Polite Conversations»            | Сэнди Смолан         | Джессика Квеллер               | 3 февраля 2004   | 177511      | 3.89                |
| Ден возвращается на время домой, чтобы играть роль заботливого мужа и отца. Когда Пейтон получает страшную новость о том, что её отец пропал в море, она вместе с Лукасам отправляется в Хилтон Хэд, чтобы опознать тело. Охваченная эмоциями, Пейтон целует Лукаса. Тем временем, неожиданный приезд родителей Дена на его день рождения раскрывает некоторые семейные секреты. |            |                                                                                  |                      |                                |                  |             |                     |
| 13 | 13         | «Застигнутые врасплох» «Hanging by a Moment»                                     | Джон Беринг          | Марк Шван                      | 10 февраля 2004  | 177512      | 4.00                |
| Лукас и Пейтон никак не решаются рассказать правду Брук. Уайти хочет оставить пост тренера, но Нэйтан отговаривает его. Направляясь в аэропорт, чтобы встретить Карен, вернувшуюся из Италии, Кит и Лукас попадают в автокатастрофу, и жизнь мальчика оказывается в опасности. Ден, ставший свидетелем аварии, отвозит Лукаса в госпиталь. И теперь, для того чтобы спасти сына, он должен признаться, что является его настоящим отцом. Тем временем, Пейтон решает рассказать Брук о поцелуе.                                                                                             |            |                                                                                  |                      |                                |                  |             |                     |
| 14 | 14         | «Я поверю» «I Shall Believe»                                                     | Грегори Прэндж       | Дженнифер Сесил                | 17 февраля 2004  | TBA         | 4.39                |
| Лукас лежит без сознания в больнице. Карен узнала, что Кит выпил перед тем, как сесть за руль, и считает его виновным в аварии. Деб хочет развестись с Деном. А Хейли решила расстаться с Нэйтаном. |            |                                                                                  |                      |                                |                  |             |                     |
| 15 | 15         | «Внезапно всё изменилось» «Suddenly everything has changed»                      | Дэвид Карсон         | Марк Перри                     | 24 февраля 2004  | TBA         | 3.87                |
| Лукас пришёл в себя и решил порвать с Брук, чтобы быть с Пейтон. Но она боится потерять подругу. Лукас приходит к Пейтон и ему снова становится плохо, а Брук видит это момент по веб-трансляции. У Кита возникли финансовые трудности, и он решил продать мастерскую. А Карен нанимает на работу в кафе Джейка. |            |                                                                                  |                      |                                |                  |             |                     |
| 16 | 16         | «Слово - не воробей» «The First Cut Is the Deepest»                              | Роберт Данкан Макнил | Майк Келли                     | 2 марта 2004     | TBA         | 3.87                |
| Нэйтан страдает из-за развода родителей. Хейли изо всех сил его поддерживает. В итоге, узнав о том, что Деб изменяла мужу, молодой человек решает уйти от опеки родителей. Ден купил мастерскую у Кита и назначил своего управляющего. Лукас в баре знакомится с красавицей Ники, а потом приходит просить прощения к Брук. Но девушка прогоняет его. Пейтон сидит с Дженни, ребёнком Джейка. Вечером к Джейку приходит Никки – она мать его ребёнка. |            |                                                                                  |                      |                                |                  |             |                     |
| 17 | 17         | «Дух в ночи» «Spirit in the Night»                                               | Дуан Кларк           | Терренс Коли                   | 6 апреля 2004    | TBA         | 3.24                |
| У Лукаса всё ещё проблемы с плечом. Тренер Уайти решает поставить его играть в паре с Нэйтаном. А потом селит их в одном номере во время выездной игры. Хейли тяжело разорваться между своим другом и своим парнем. У одной из девушек в группе поддержки ветрянка и команда может выбыть. Пейтон уговаривает Хейли заменить её. В итоге Брук получает награду лучшего капитана поддержки, а у тренера 500 побед. Киту не нравится, как Ден меняет мастерскую, и он решает уйти. |            |                                                                                  |                      |                                |                  |             |                     |
| 18 | 18         | «Желая невозможного» «To Wish Impossible Things»                                 | Билли Диксон         | Марк Шван                      | 13 апреля 2004   | TBA         | 4.81                |
| В школе проходит аукцион холостяков. Хейли покупает Лукаса, чтобы прости время с другом, а потом просит Пейтон купить Нэйтана, чтобы он не достался остальным. Брук выкупила «Мауса» в благодарность за помощь в победе команд болельщиц, и отвела его в ночной клуб. Никки приобрела Джейка и хочет вернуться к нему и дочке. Деб из жалости заплатила за Тима, и Ден видит их в неоднозначной ситуации. Карен и Ларри проводят время вместе. Они откапывают капсулу времени, зарытую на игровом поле. Их видит Кит. Он решается сделать предложение. Брук сообщает Лукасу важную новость. |            |                                                                                  |                      |                                |                  |             |                     |
| 19 | 19         | «Как ты можешь быть уверен?» «How Can You Be Sure?»                              | Томас Дж. Райт       | Карин Ашер                     | 20 апреля 2004   | TBA         | 4.40                |
| Никки хочет вернуться, она пытается напугать Пейтон, когда узнаёт, что та сидит с Дженни. Лукас не знает, как поступить с Брук – смогут ли они воспитывать ребёнка. Но она признаётся, что солгала. После отказа Карен Кит планирует уехать. |            |                                                                                  |                      |                                |                  |             |                     |
| 20 | 20         | «Что есть и чего никогда не должно произойти» «What Is and What Should Never Be» | Перри Лэнг           | Эдвард Кицис & Адам Хоровиц    | 27 апреля 2004   | TBA         | 4.23                |
| Нэйтану нужны деньги, чтобы платить за квартиру, и он находит работу в кафе торгового центра. Хейли устраивают вечеринку в квартире, но не приглашает Брук. Обидевшись, та напивает в баре с Никки. Затем девушки идут на вечеринку, где Никки дерётся с Пейтон. Кит получает работу учителя в Чарльстоне. |            |                                                                                  |                      |                                |                  |             |                     |
| 21 | 21         | «Прощальная песня» «The Leaving Song»                                            | Дэвид Карсон         | Дженнифер Сесил & Марк Перри   | 4 мая 2004       | TBA         | 4.09                |
| Лукас узнаёт, что когда он был маленьким, Ден хотел оформить опеку. Из-за этого Кит ссорится с Карен. Никки уводит Дженни, которая была с Пейтон и Брук в магазине. Никки хочет получить опеку, это провоцирует Джека уехать с ребёнком. Тренер Уайти ложится в больницу, и Ден начинает тренировать команду вместо него. Деб получает документы о разводе. Хейли находит порно в компьютере Нэйтана и очень огорчается, так как ещё не готова к сексу. |            |                                                                                  |                      |                                |                  |             |                     |
| 22 | 22         | «Игры, которые играют нами» «The Games That Play Us»                             | Грегори Прэндж       | Марк Шван                      | 11 мая 2004      | TBA         | 4.49                |
| Во время важного матча Лукас получает удар по больной руке и не может забить решающий мяч. Он планирует уехать вместе с Китом в Чарльстон. Пейтон рассказывает Брук, куда уехал Джек, а та передаёт информацию Никки. Проблемы Уайти с глазами серьёзнее, чем он думал. Хейли решилась на секс, но с важным условием. |            |                                                                                  |                      |                                |                  |             |                     |